# 克劳特
克劳特（義大利語：Claut），是意大利波代诺内省的一个市镇。总面积166平方公里，人口1053人，人口密度6.3人/平方公里（2009年）。ISTAT代码为093015。